# ميتال سلج (لعبة فيديو)
ميتال سلج (بالإنجليزية: Metal Slug)‏ (باليابانية: メタルスラッグ) ، هي لعبة فيديو إلكترونية من نوع أقتل وأجري ، وهي من إنتاج شركة نازكا كوربيشن ونشر إس إن كاي سنة 1996م ، وهي الجزء الأول من سلسلة ألعاب ميتال سلج ، وتعمل على عدة أنظمة التشغيل ومنها أنظمة جيو كيو وبلاي ستيشن وسيجا ساترن ومايكروسوفت ويندوز وأنظمة الهواتف الذكية (أندرويد/آي أو إس) وغيرها.